# 福岡高等裁判所
福岡高等裁判所（ふくおかこうとうさいばんしょ）は、福岡県福岡市にある日本の高等裁判所の一つで、九州・沖縄地方8県を管轄している。略称は、福岡高裁（ふくおかこうさい）。宮崎、那覇に支部を置いている。

## 所在地
- 本庁 福岡県福岡市中央区六本松4丁目2-4
- 宮崎支部 宮崎県宮崎市旭2丁目3-13
- 那覇支部 沖縄県那覇市樋川1丁目14-1

## 沿革
- 1875年 - 長崎控訴裁判所として設置される。
- 1881年 - 長崎控訴裁判所と改称される。
- 1887年 - 長崎控訴院と改称される。
- 1945年 - 福岡に移転、福岡控訴院と改称される。
- 1947年 - 裁判所法の施行により、現在の福岡高等裁判所と改称される。
- 1948年 - 宮崎支部が設置される。
- 1953年 - 現在の福岡市中央区城内へ移転される[1]。
- 1972年 - 沖縄の日本復帰により、那覇支部（復帰前の琉球高等裁判所）が設置される。
- 2001年 - 福岡高裁判事妻ストーカー事件が発生。
- 2018年 - 城内の旧庁舎は8月17日をもって閉庁。8月20日より六本松新庁舎（福岡高地家簡裁庁舎）にて業務開始。

## 管轄
- 本庁 - 福岡県、佐賀県、長崎県、熊本県、大分県（除く佐伯市）
- 宮崎支部 - 宮崎県、鹿児島県、大分県佐伯市
- 那覇支部 - 沖縄県

## 歴代長官
（在任期間、後職など）
- （代理）岩松三郎（1947年5月3日 - 1947年8月3日）
- 安倍恕（1947年9月26日 - 1952年9月21日）
- 中島民治（1952年9月22日 - 1954年10月15日）
- 吉田肇（1954年11月22日 - 1958年4月24日）
- 斎藤直一（1958年4月24日 - 1958年8月5日）
- 荻野益三郎（1958年8月6日 - 1960年11月6日）
- 佐瀬政雄（1960年11月7日 - 1963年5月24日）
- 万歳規矩楼（1963年6月26日 - 1965年6月7日）
- 関根小郷（1965年6月15日 - 1967年3月31日）
- 沢栄三（1967年4月4日 - 1969年5月23日）
- 川井立夫（1969年5月30日 - 1972年2月17日）
- 江里口清雄（1972年2月18日 - 1973年1月8日）
- 服部高顕（1973年1月26日 - 1975年6月27日）
- 位野木益雄（1975年6月28日 - 1976年7月1日）
- 宮田信夫（1976年7月2日 - 1978年3月19日）
- 相沢正重（1978年3月20日 - 1979年3月16日）
- 緒方節郎（1979年3月17日 - 1980年3月21日）
- 牧圭次（1980年3月22日 - 1981年2月6日）
- 綿引紳郎（1981年2月7日 - 1982年3月11日）
- 坂井芳雄（1982年3月15日 - 1984年2月19日）
- 西村宏一（1984年2月20日 - 1985年7月19日）
- 千葉和郎（1985年7月22日 - 1987年5月27日）
- 井口牧郎（1987年5月28日 - 1988年12月18日）
- 可部恒雄（1988年12月19日 - 1990年5月9日 最高裁判所判事）
- 佐々木史朗（1990年5月10日 - 1991年7月17日）
- 石田穣一（1991年7月18日 - 1992年3月24日）
- 猪瀬慎一郎（1992年3月25日 - 1994年3月3日）
- 山口繁（1994年3月3日 - 1997年3月9日 最高裁判所判事、14代最高裁判所長官）
- 北川弘治（1997年3月10日 - 1998年9月9日 最高裁判所判事）
- 町田顯（1998年9月10日 - 1999年4月14日 東京高等裁判所長官）
- 香城敏麿（1999年4月15日 - 2000年8月29日 定年退官、獨協大学教授）
- 青山正明（2000年8月30日 - 2002年9月17日 定年退官、国地方係争処理委員会委員長、桐蔭横浜大学教授）
- 涌井紀夫（2002年9月18日 - 2005年5月16日 大阪高等裁判所長官）
- 龍岡資晃（2005年5月17日 - 2006年10月2日 広島高等裁判所長官）
- 北山元章（2006年10月3日 - 2007年5月22日 依願退官、日本大学教授）
- 篠原勝美（2007年5月23日 - 2009年3月24日 定年退官、慶應義塾大学客員教授）
- 安倍嘉人（2009年3月25日 - 2010年1月14日 東京高等裁判所長官）
- 大野市太郎（2010年1月15日 - 2010年6月16日 大阪高等裁判所長官）
- 池田修（2010年6月17日 - 2012年3月26日 依願退官、国家公務員倫理審査会会長）
- 中山隆夫（2012年3月27日 - 2013年10月11日 定年退官、中央大学教授）
- 安井久治（2013年10月12日 - 2015年6月8日 依願退官）
- 荒井勉（2015年6月8日 - 2017年1月25日 定年退官、公害等調整委員会委員長）
- 小林昭彦（2017年2月6日 - 2020年2月4日 定年退官、情報公開・個人情報保護審査会会長）
- 小野憲一（2020年2月5日 - 2021年10月8日 定年退官、関西大学教授）
- 後藤博 (2021年10月8日 - 2022年7月3日 大阪高等裁判所長官)
- 中里智美 (2022年7月4日 - 2024年9月9日 定年退官)
- 矢尾和子 (2024年9月11日 - )

## 部署と法廷

### 民事部
- 第1民事部（第502号法廷）
- 第2民事部（第502号法廷）
- 第3民事部（第504号法廷）
- 第4民事部（第505号法廷）
- 第5民事部（第505号法廷）
- 宮崎支部
- 那覇支部

### 刑事部
- 第1刑事部（第501号法廷）
- 第2刑事部（第501号法廷）
- 第3刑事部（第504号法廷）
- 宮崎支部
- 那覇支部